# Gonzalo Rojas
Gonzalo Rojas Pizarro (Lebu, 17 de dezembro de 1917 - Santiago, 25 de abril de 2011) foi um poeta chileno, ganhador do Prêmio Cervantes de Literatura em 2003.